# Medinilla pycnantha
Medinilla pycnantha är en tvåhjärtbladig växtart som beskrevs av Eduardo Quisumbing y Argüelles och Elmer Drew Merrill. Medinilla pycnantha ingår i släktet Medinilla och familjen Melastomataceae. Inga underarter finns listade i Catalogue of Life.